# 小野村 (大分県)
小野村（おのむら）は、大分県日田郡にあった村。現在の日田市の一部にあたる。

## 地理
小野川流域の山間部に位置していた。

## 歴史
- 1889年（明治22年）4月1日、町村制の施行により、日田郡小野村が単独で村制施行し、小野村が発足[1][2]。大字は編成せず[2]。
- 1955年（昭和30年）3月31日、日田市に編入され廃止[1][2]。

## 産業
- 農業、木炭[2]